# Partij van de Arbeid
Partij van de Arbeid (română Partidul Muncii, PvdA) este un partid politic de centru-stânga, social-democratic din Țările de Jos. Acesta a fost încă de la înființare, împreună cu Christen-Democratisch Appèl, unul dintre cele două mari formațiuni politice istorice ale țării. 

## Ideologie
PvdA a fost înființat ca fiind un partid social-democratic, își propunea să construiască un stat social. Schimbări au început să apară în anii 1970, când programul partidului a fost radicalizat, susținând cauze precum feminismul, conservarea mediului înconjurător sau dezvoltarea lumii a treia. 
Cu toate acestea, în anii 1990, pozițiile economice și sociale au devenit mai moderate. La acea vreme partidul susținea reformarea statului social și privatizarea anumitor servicii publice.  Astfel, în 2005 PvdA a adoptat noul program statutar al partidului, reconfirmat ulterior. Acesta susținea ideologia sa de centru-stânga și prezenta drept probleme cheie: șomajul, securitatea socială și starea de bine a cetățenilor, propunându-și să investească mai ales în educație, sănătate și securitate.

## Electorat
După cum reiese din denumirea partidului, Partidul Muncii s-a bazat la început pe clasa muncitoare a Țărilor de Jos. Cu toate acestea, în prezent partidul este susținut mai ales de către bugetari, imigranți și o bună parte din pensionari. 
De-a lungul timpului partidul și-a consolidat câteva fiefuri electorale, printre care se numără mari orașe precum Amsterdam și Rotterdam sau provincile nordice Groningen, Friesland sau Drenthe.

## Rezultate electorale

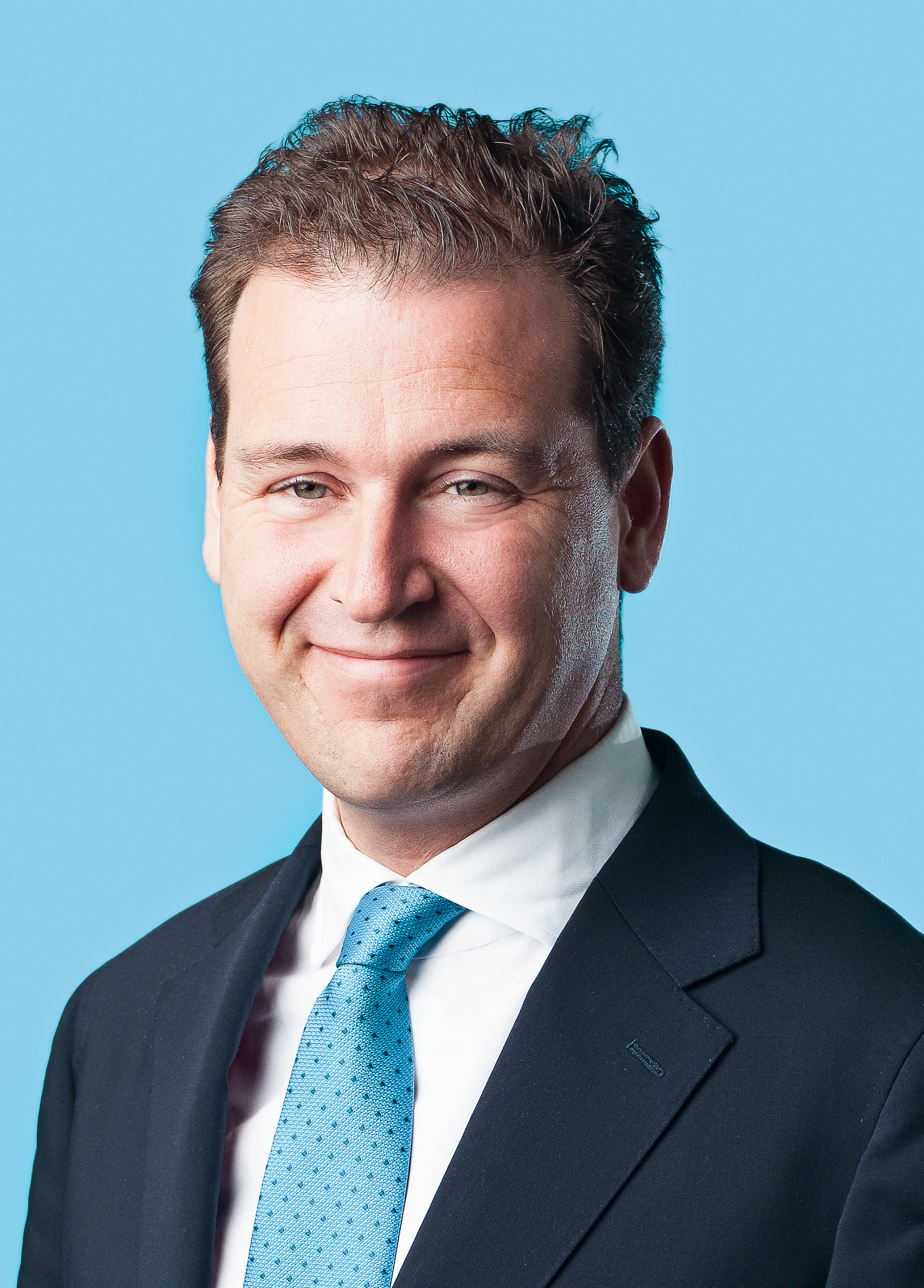
Lodewijk Asscher, Președintele PvdA din 2016

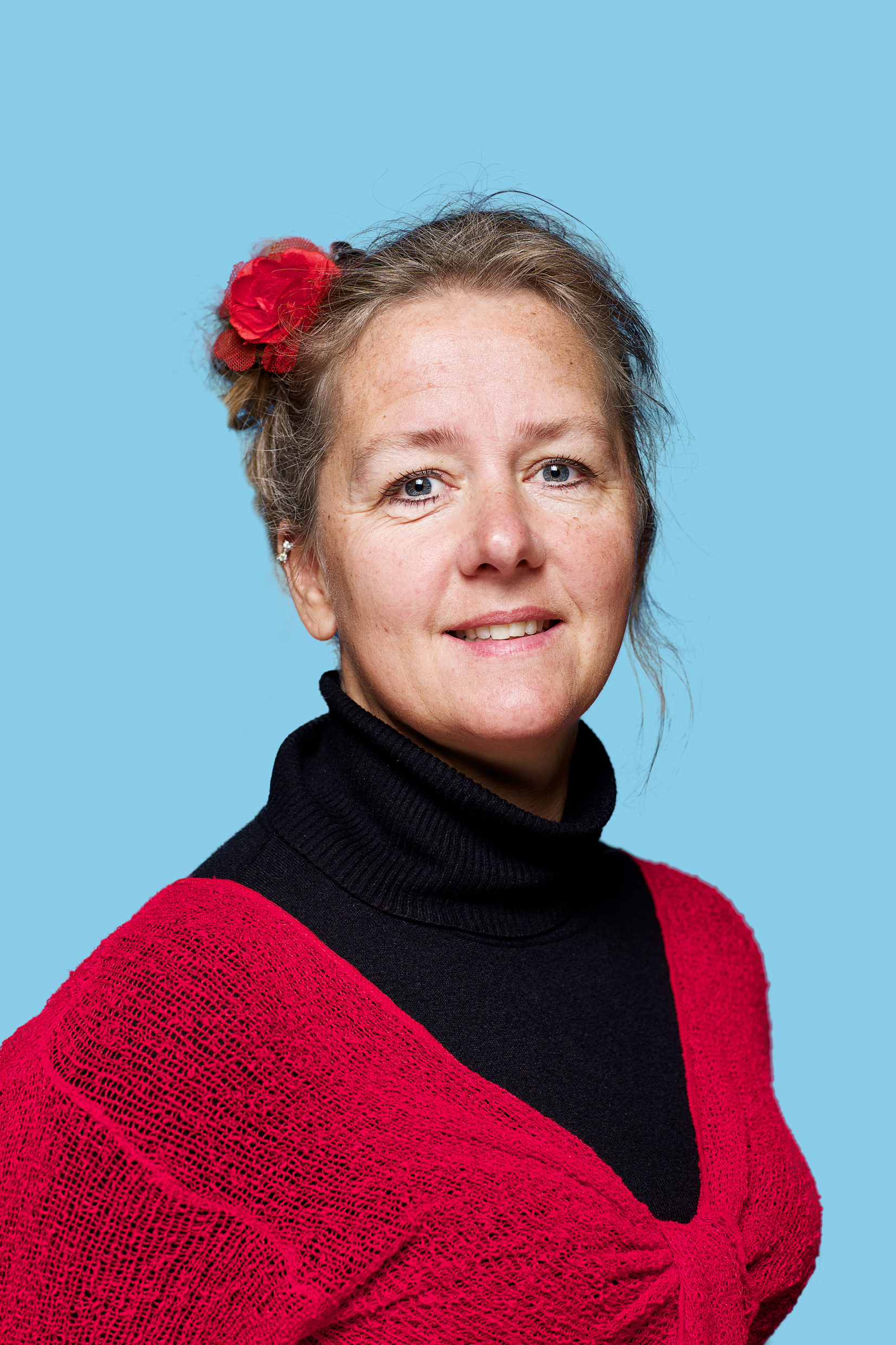
Esther-Mirjam Sent, Lider în Senat din 2018

### Camera Reprezentanților
| An   | Voturi    | %     | Mandate  | +/–  | Guvern               |
| ---- | --------- | ----- | -------- | ---- | -------------------- |
| 1946 | 1.347.940 | 28,31 | 29 / 100 |      | Coaliție             |
| 1948 | 1.262.888 | 25,61 | 27 / 100 | ▼ 2  | Coaliție (1948–1951) |
| 1948 | 1.262.888 | 25,61 | 27 / 100 | ▼ 2  | Coaliție (1951–1952) |
| 1952 | 1.545.844 | 28,97 | 30 / 100 | ▲ 3  | Coaliție             |
| 1956 | 1.872.201 | 32,69 | 50 / 150 | ▲ 20 | Coaliție (1956–1958) |
| 1956 | 1.872.201 | 32,69 | 50 / 150 | ▲ 20 | Opoziție (1958–1959) |
| 1959 | 1.821.285 | 30,36 | 48 / 150 | ▼ 2  | Opoziție             |
| 1963 | 1.753.025 | 28,01 | 43 / 150 | ▼ 5  | Opoziție (1963–1965) |
| 1963 | 1.753.025 | 28,01 | 43 / 150 | ▼ 5  | Coaliție (1965–1966) |
| 1963 | 1.753.025 | 28,01 | 43 / 150 | ▼ 5  | Opoziție (1966–1967) |
| 1967 | 1.620.447 | 23,55 | 37 / 150 | ▼ 6  | Opoziție             |
| 1971 | 1.554.733 | 24,60 | 39 / 150 | ▲ 2  | Opoziție             |
| 1972 | 2.021.454 | 27,4  | 43 / 150 | ▲ 4  | Coaliție             |
| 1977 | 2.813.793 | 33,83 | 53 / 150 | ▲ 10 | Opoziție             |
| 1981 | 2.458.452 | 28,29 | 44 / 150 | ▼ 9  | Coaliție             |
| 1982 | 2.503.517 | 30,40 | 47 / 150 | ▲ 3  | Opoziție             |
| 1986 | 3.051.678 | 33,23 | 52 / 150 | ▲ 5  | Opoziție             |
| 1989 | 2.832.739 | 31,91 | 49 / 150 | ▼ 3  | Coaliție             |
| 1994 | 2.153.135 | 23,97 | 37 / 150 | ▼ 12 | In coalition         |
| 1998 | 2.494.555 | 28,98 | 45 / 150 | ▲ 8  | Coaliție             |
| 2002 | 1.436.023 | 15,11 | 23 / 150 | ▼ 22 | Opoziție             |
| 2003 | 2.631.363 | 27,26 | 42 / 150 | ▲ 19 | Opoziție             |
| 2006 | 2.085.077 | 21,19 | 33 / 150 | ▼ 9  | Coaliție (2006–2010) |
| 2006 | 2.085.077 | 21,19 | 33 / 150 | ▼ 9  | Opoziție (2010)      |
| 2010 | 1.848.805 | 19,63 | 30 / 150 | ▼ 3  | Opoziție             |
| 2012 | 2.340.750 | 24,84 | 38 / 150 | ▲ 8  | Coaliție             |
| 2017 | 599.699   | 5,7   | 9 / 150  | ▼ 29 | Opoziție             |

### Senat
| An   | Voturi | %     | Mandate | +/– |
| ---- | ------ | ----- | ------- | --- |
| 2003 | 40.613 | 25,12 | 19 / 75 |     |
| 2007 | 31.032 | 19,03 | 14 / 75 | ▼ 5 |
| 2011 | 106    | 18,76 | 14 / 75 | ▬   |
| 2015 | 63     | 11,05 | 8 / 75  | ▼ 6 |
| 2019 | 56     | 19,01 | 6 / 26  | ▼ 2 |

### Parlamentul European
| An   | Voturi    | %             | Mandate | +/– | Note   |
| ---- | --------- | ------------- | ------- | --- | ------ |
| 1979 | 1.722.240 | 30,39 (Nr. 2) | 9 / 25  |     | [ 6 ]  |
| 1984 | 1.785.165 | 33,70 (Nr. 2) | 9 / 25  | ▬   | [ 7 ]  |
| 1989 | 945.869   | 30,70 (Nr. 2) | 8 / 25  | ▼ 1 | [ 8 ]  |
| 1994 | 945.869   | 22,88 (Nr. 2) | 8 / 31  | ▬   | [ 9 ]  |
| 1999 | 712.929   | 20,11 (Nr. 2) | 6 / 31  | ▼ 2 | [ 10 ] |
| 2004 | 1.124.549 | 23,60 (Nr. 2) | 7 / 27  | ▲ 1 | [ 11 ] |
| 2009 | 548.691   | 12,05 (Nr. 3) | 3 / 25  | ▼ 4 | [ 12 ] |
| 2014 | 446.763   | 9,40 (Nr. 6)  | 3 / 26  | ▬   | [ 13 ] |
| 2019 | 1.045.274 | 19,01 (Nr. 1) | 6 / 26  | ▲ 3 | [ 14 ] |

## Legături externe
- Website Oficial